# Embajada de España en Francia
La Embajada de España en Francia es la máxima representación diplomática del Reino de España en la República Francesa. Tiene su sede en el nº22 de la avenida Marceau, en el Distrito VIII de París.
El embajador es Victorio Redondo Baldrich (desde 2021).

## Embajadores de España en Francia
El embajador de España en Francia es el máximo representante legal del Reino de España en la República Francesa. Nombrado en Consejo de Ministros, dirige el trabajo de todas las oficinas que dependen de la Embajada. 

## Otras propiedades de la Embajada de España
- Residencia del Embajador (22 Avenida Marceau, París)
- Consulado-General en París (163 boulevard Malesherbes, París)
- Consejería de Trabajo, Migraciones y Seguridad Social (6 rue Greuze, París)
- Colegio de España en la Ciudad Internacional Universitaria de París (7E, boulevard Jourdan, París)[3]
- Instituto Cervantes (7, Rue Quentin-Bauchart, París)[4]

## Galerie

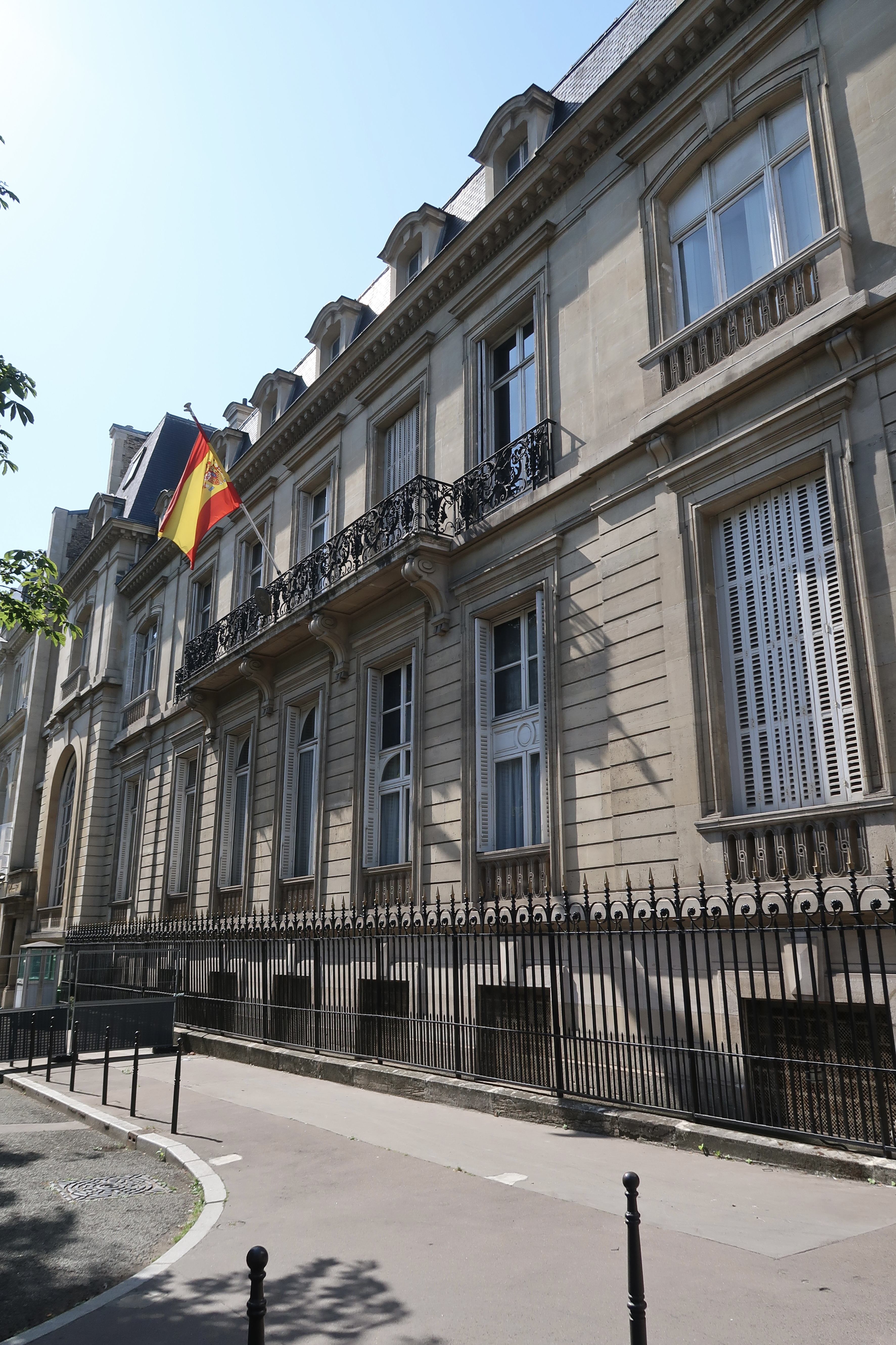
Residencia del Embajador de España en París
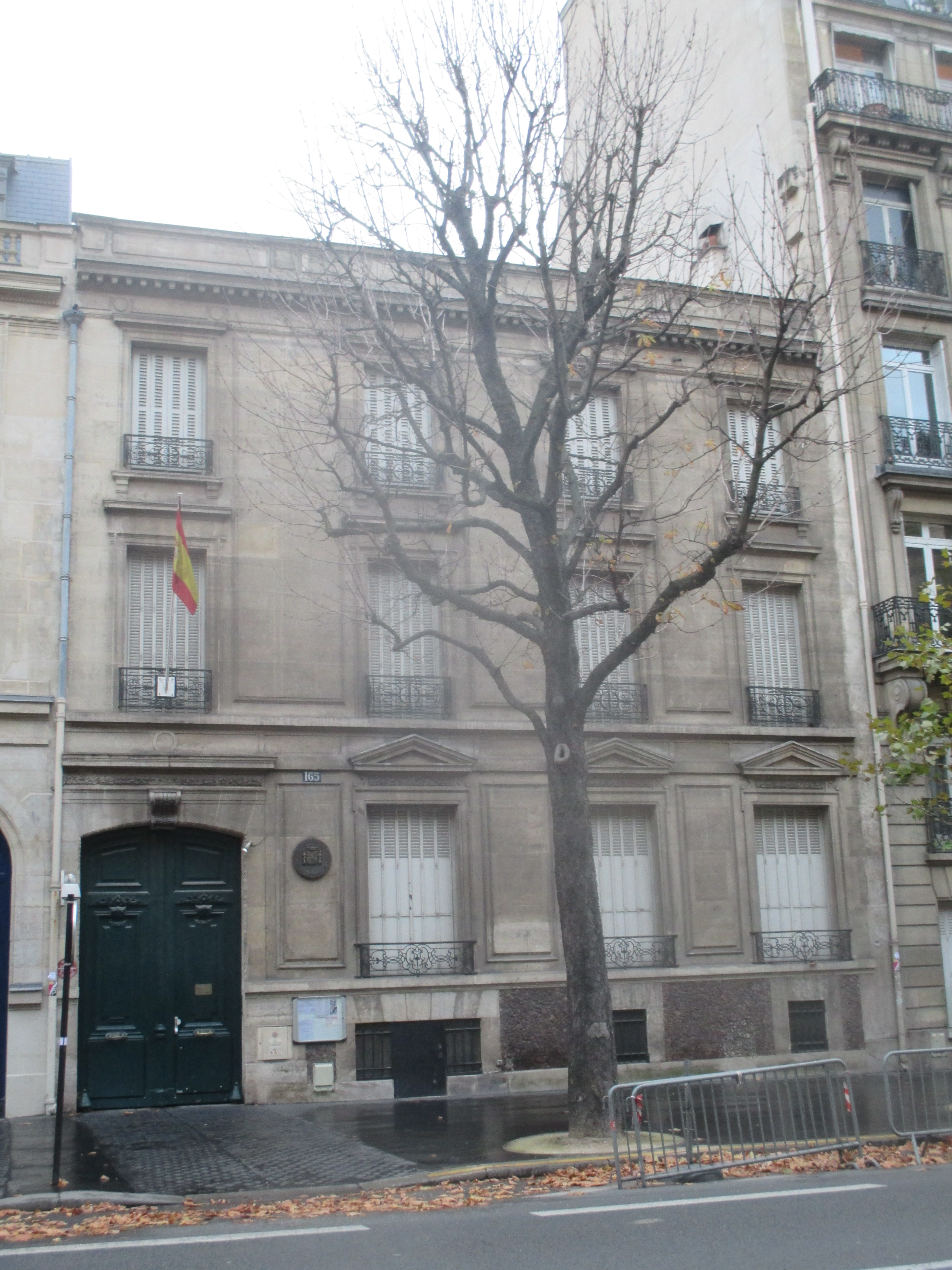
Consulado-General en París
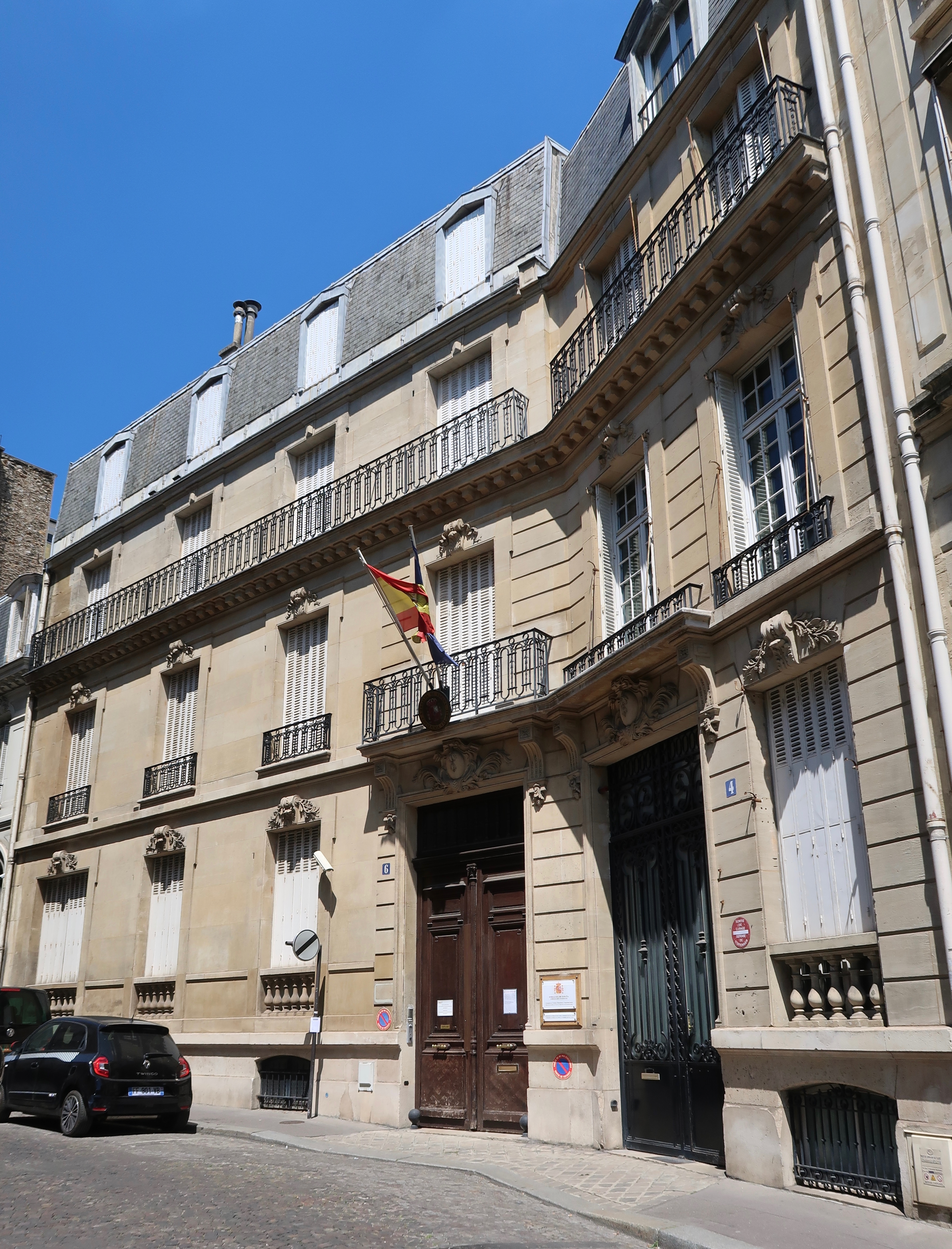
Consejería de Trabajo, Migraciones y Seguridad Social en París
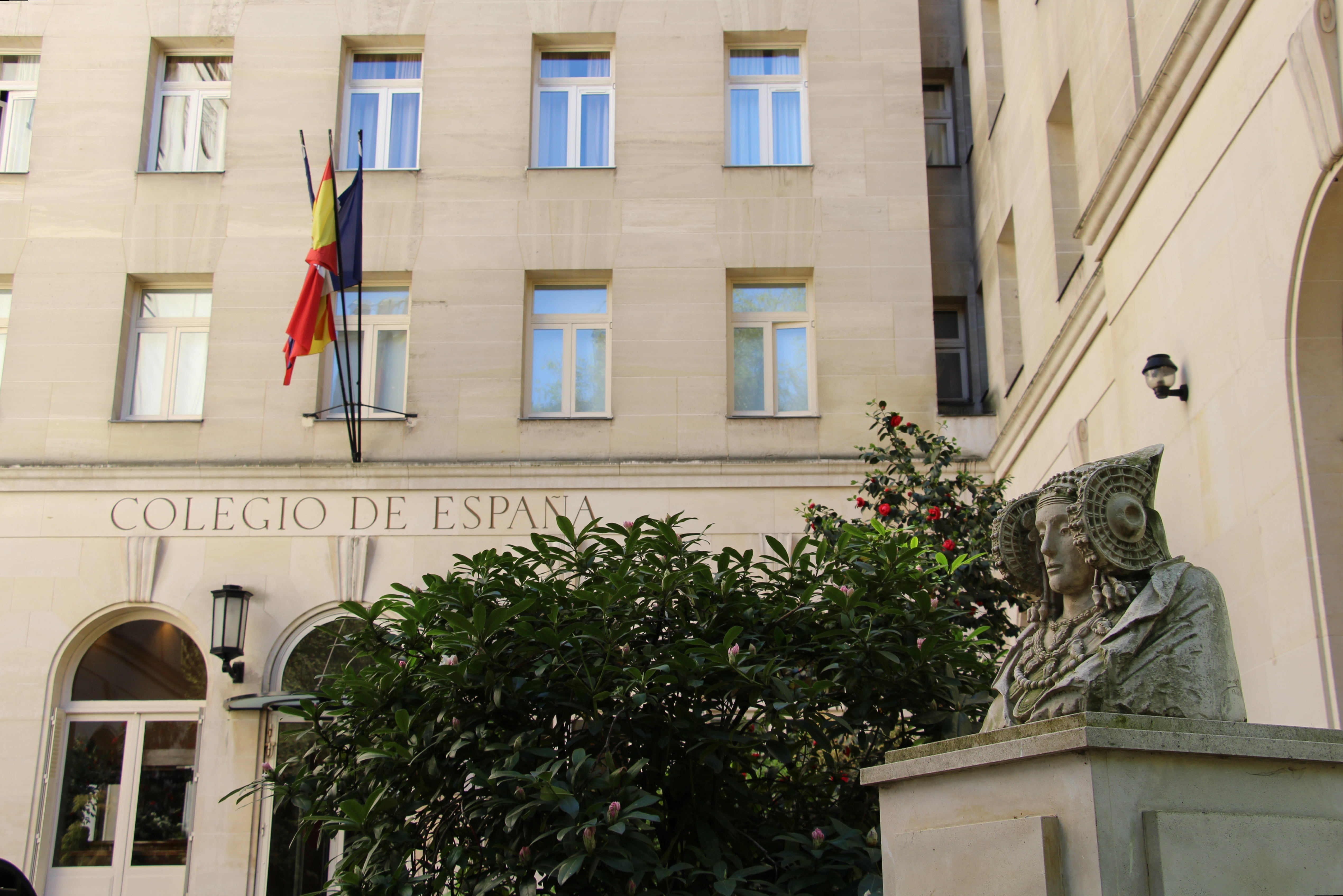
Colegio de España en la Ciudad Internacional Universitaria de París
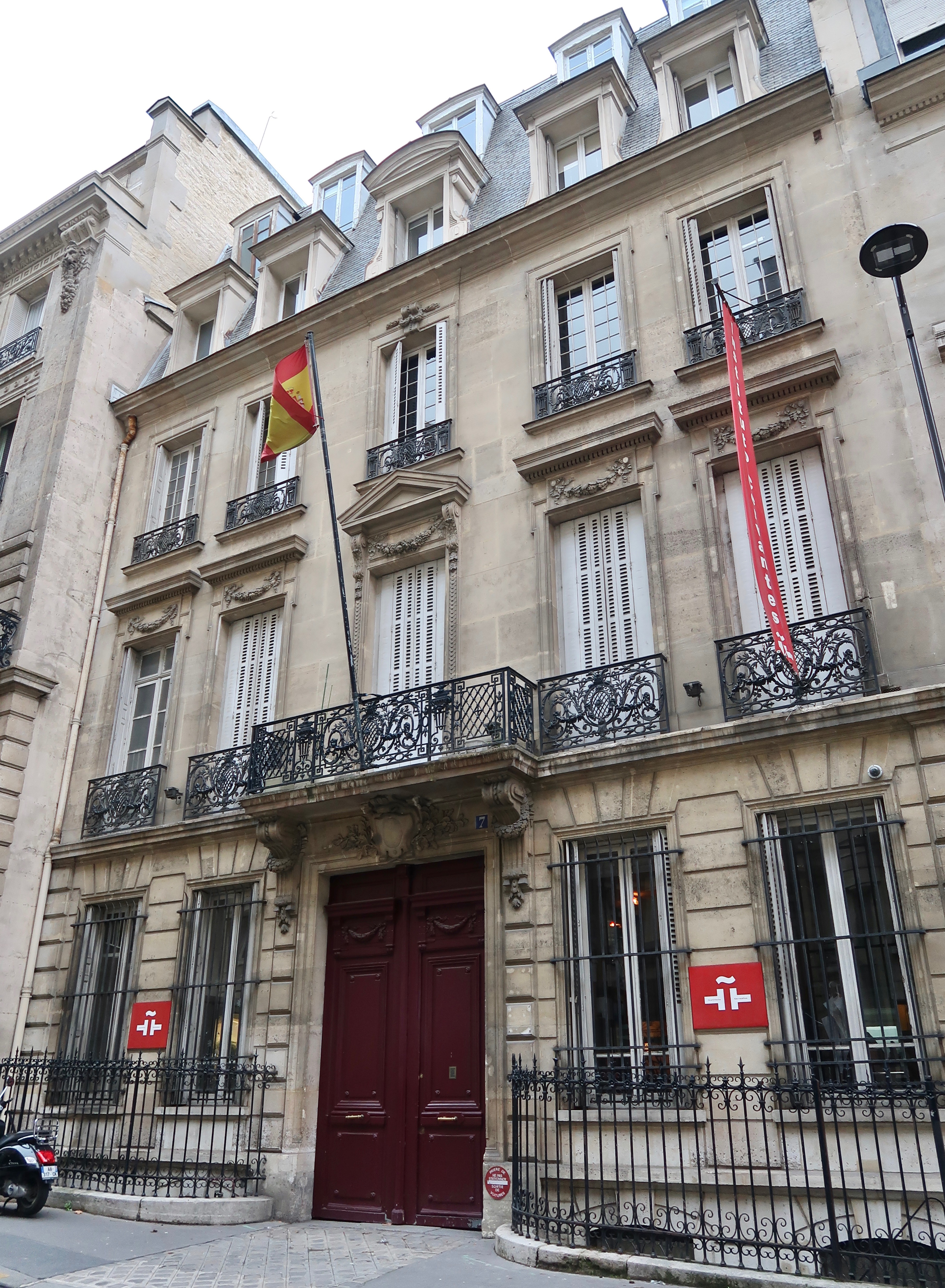
Instituto Cervantes en París